# Fiorenza Marchegiani
Fiorenza Marchegiani, née le 31 juillet 1953 à Osimo (province d'Ancône), est une actrice italienne.

## Biographie
Elle fait ses débuts au théâtre Stabile di Genova, dans La Forêt d'Alexandre Ostrovski, et dans Les Deux Jumeaux vénitiens de Carlo Goldoni, mis en scène par Luigi Squarzina. En 1981, après quelques apparitions dans des séries télévisées de la Rai, elle connaît le succès au cinéma en interprétant Marta dans le premier film de Massimo Troisi, Ricomincio da tre. En 1982, elle joue dans deux autres films et poursuit sa carrière principalement à la télévision, mais en alternant cinéma et théâtre.
L'approche des années 2000 l'amène à participer brièvement à des petits rôles dans La seconda volta non si scorda mai (it) de Francesco Ranieri Martinotti et dans Natale a New York de Neri Parenti, où elle incarne la femme de Christian De Sica. Depuis 1999, elle incarne Letizia Visconti Gherardi dans le feuilleton Vivere. En 2002, elle a participé au feuilleton Les Destins du cœur, où elle a joué le rôle de Giancarla Morante. En 2009, elle a participé à quelques épisodes de la série télévisée Giovanna, commissaire, dans le rôle de Silvia Castelli, tandis que de 2012 à 2015, elle a participé à la série télévisée Le tre rose di Eva, dans le rôle de Livia Monforte.

## Filmographie

### Actrice de cinéma
- 1981 : Ricomincio da tre de Massimo Troisi
- 1981 : Delitti, amore e gelosia (it) de Luciano Secchi
- 1982 : Scusa se è poco de Marco Vicario
- 1983 : Notturno de Giorgio Bontempi
- 1986 : Maman sur ordinateur (Computron 22) de Giuliano Carnimeo
- 1987 : D'Annunzio de Sergio Nasca
- 1988 : Via Paradiso (it) de Luciano Odorisio
- 1989 : Luisa, Carla, Lorenza e... le affettuose lontananze (it) de Sergio Rossi
- 1991 : Caldo soffocante de Giovanna Gagliardo
- 1999 : Voglio stare sotto al letto (it) de Bruno Colella (it)
- 2006 : Natale a New York de Neri Parenti
- 2008 : La seconda volta non si scorda mai (it) de Francesco Ranieri Martinotti

### Actrice de télévision
- La foresta, pièce de théâtre avec Tullio Solenghi, Gino Pernice, Fiorenza Marchegiani, Eros Pagni, Lina Volonghi, Adolfo Geri, Wanda Benedetti, mise en scène de Luigi Squarzina, diffusé à la télévision le 3 novembre 1979.
- Delitto in piazza – mini-série (1980)
- Il fascino dell'insolito – mini-série, épisode Veglia al morto (1980) et La cosa sulla soglia (1982)
- Storia di Anna – mini-série (1981)
- La biondina – téléfilm (1982)
- Delitto e castigo, de Mario Missiroli – mini-série (1983)
- Olga e i suoi figli – mini-série (1985)
- Aeroporto internazionale – série télévisée (1987)
- Il giudice istruttore - série télévisée (1990)
- I ragazzi del muretto – série télévisée (1991-1996)
- Racket – mini-série (1997)
- Les Destins du cœur (Incantesimo) – feuilleton (2002)
- Vivere – feuilleton (1999-2005)
- Sospetti – série télévisée (2003)
- Elisa (Elisa di Rivombrosa) – série télévisée (2005)
- Giovanna, commissaire (Distretto di Polizia) – série télévisée, 6 épisodes (2009)
- Un caso di coscienza – série télévisée (2011)
- Un amore e una vendetta – série télévisée (2011)
- Il tredicesimo apostolo – série télévisée (2011)
- Le tre rose di Eva – série télévisée, 40 épisodes (2012-2015)
- I bastardi di Pizzofalcone – série télévisée (2023)